# エヴグラフ・フェドロフ
エヴグラフ・フェドロフ(Evgraf Stepanovich Fedorov、1853年12月22日-1919年5月21日)は、ロシアの数学者、結晶学者、鉱物学者である。

## 経歴
フェドロフは、ロシアのオレンブルクに生まれた。父は地形学者であった。一家は後にサンクトペテルブルクに転居している。15歳から、後に主要な研究テーマとなるポリトープの理論に興味を持っていた。26歳で入学したゴールヌィー研究所（現在のサンクトペテルブルク国立鉱山大学）を優秀な成績で卒業し、1905年に初代所長に選出された。
彼は、ユークリッドの運動群が、ベクトルがユークリッド空間にまたがる平行移動部分群を持たなければならない条件（周期グラフ）の特定に貢献した。1881年には結晶構造の研究を始め、1891年には、現在、X線結晶構造解析の数学的基礎となっている230の対象空間群を導出した。また彼は、ユークリッド平面を埋め尽くす文様群は、「フェドロフの17類型」として知られる17通りしか存在しないことを証明した。これは、1924年にジョージ・ポリアによっても独立に証明された。この文様群の類型が完全なものであることは、より難度の高い空間群の問題が解決した後で、完全に証明された。1895年には、モスクワ農業研究所（現在のチミリャゼフ農業アカデミー）の地質学の教授となった。ロシア内戦最中の1919年、ロシア・ソビエト連邦社会主義共和国のサンクトペテルブルクで肺炎のために死去した。
鉱物試料を正確な角度で保持し結晶構造を分析可能とする結晶学用のツールである偏光顕微鏡用のフェドロフステージも開発した。

## 出版
- 最初の著書であるBasics of Polytopesは、1879年に完成し、1885年に出版された。ポリトープの分類を提示し、空間を完全に充填する合同なポリトープであるフェドロフポリトープを導出した。
- 1891年には、230の空間群の一覧を初めて掲載したThe Symmetry of Regular Systems of Figuresを著した[9]。同年、同じ結果がドイツの数学者アルトゥール・モーリッツ・シェーンフリースからも発表された。フェドロフとシェーンフリースは、このテーマについて熱心に議論したため、その結果は共同研究と見なすこともできるが、シェーンフリースは、いくつかの重要なアイデアについて、フェドロフに優先権があると書いている。
- 1893年には、The Theodolite Method in Mineralogy and Petrographyを出版した[10]。
- 1906年、1870年代末から書き始めたPerfektsionizmを出版した。彼は唯物論的な出発点から、自然条件自体が永遠の変化の条件であると主張し、自然界には安定と均衡があるという主張を攻撃した。それとは対照的に、彼は、進化は生物の「高次」の安定性や均衡への傾向ではなく、生物の質であると主張した。これとは逆に、彼は、進化は生物の「高次」の安定性への傾向や生物の均衡ではなく、生物の質であるとも主張した。彼は、ハーバート・スペンサーの、このような視点を自然史の進化に当てはめると最も変化の少ないものに注意が向くという見解を批判した。しかし、彼は、そのような見解は、均衡が死の瞬間にのみ達成されるという事実を体系的に考慮に入れていないと主張した。そのためフェドロフは、不変と安定こそが生命の最高の使命であるという考えを批判した。むしろ彼は、人生は最終的に何かを成し遂げるものではなく、常に達成しようと努力することであると主張した。彼にとって、これは自然の真の哲学を見つける場であった[11]。
- Tsarstvo kristallovは、フェドロフらによって過去40年間に行われた多くの研究をまとめたもので、彼の死後の1920年に初めて出版された[11]。

## 記念

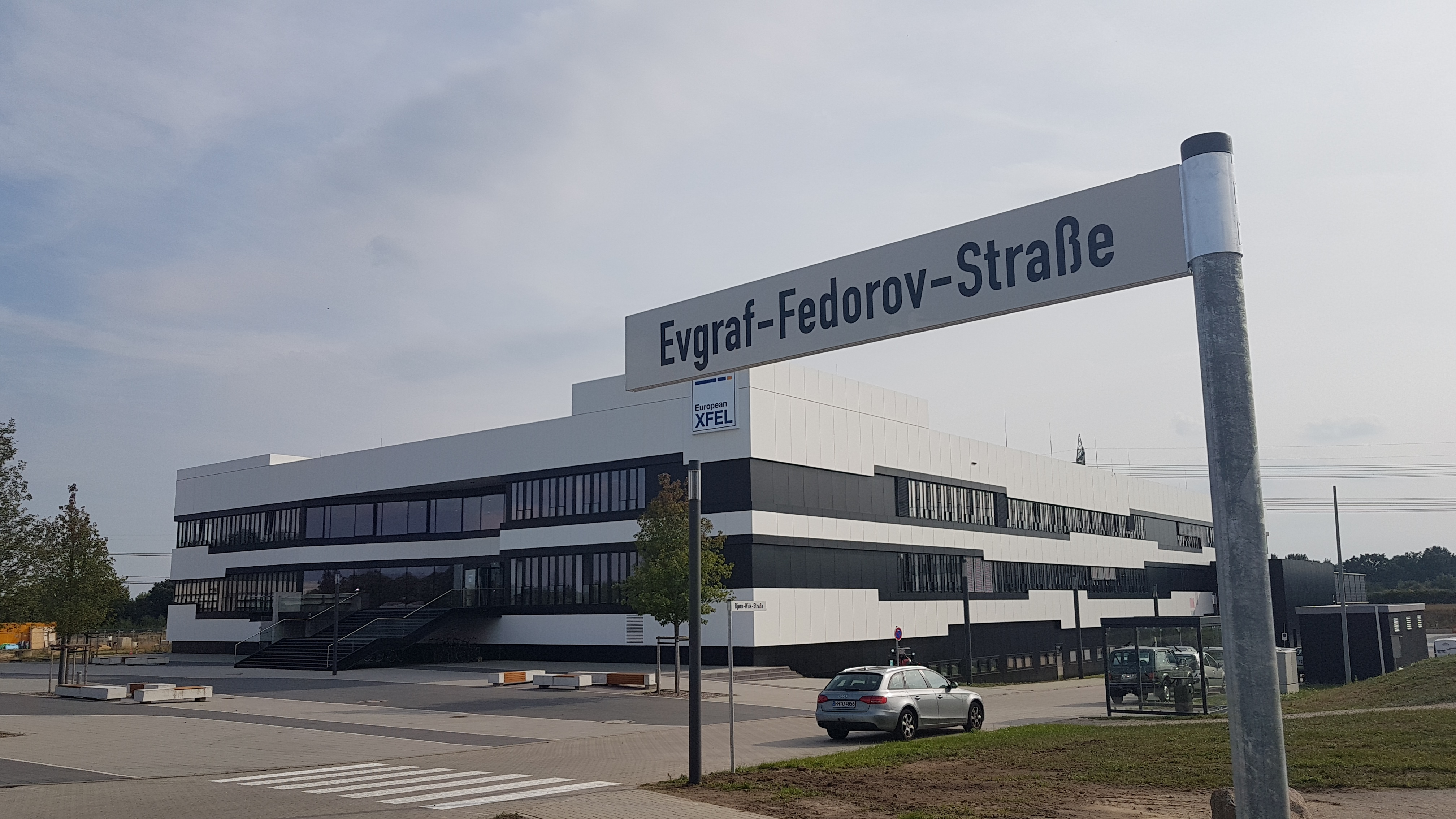
エヴグラフ・フェドロフ通り

ハンブルク近郊のシェーネフェルトにある欧州X線自由電子レーザー施設のある場所には、彼の名前を冠した道路がある。